# Tadeusz Chrząszcz

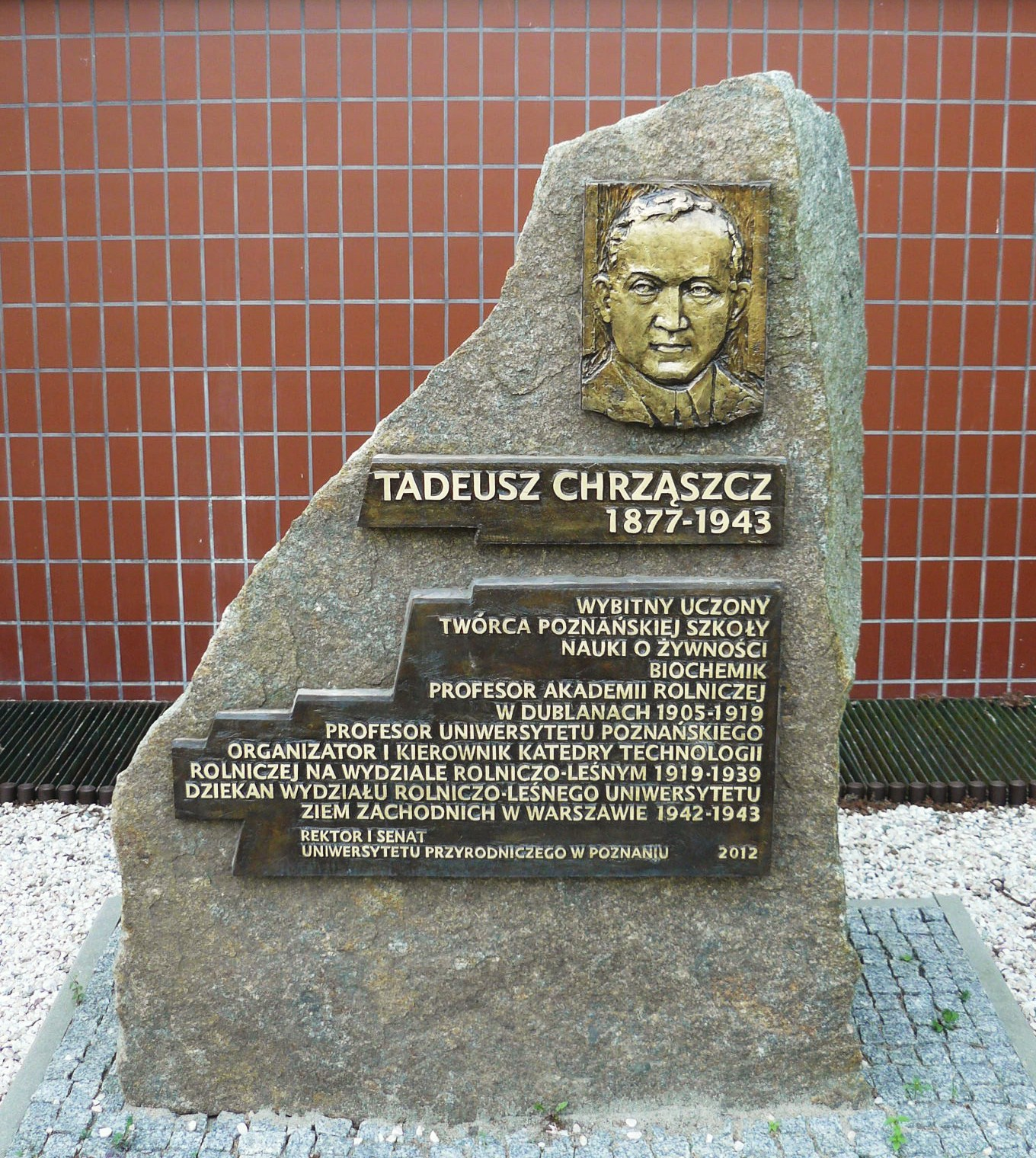
Pomnik prof. Tadeusza Chrząszcza przy ul. Wojska Polskiego w Poznaniu (k. Collegium Chrząszcza)

Tadeusz Czesław Chrząszcz (ur. 6 marca 1877 w Krakowie, zm. 12 listopada 1943 w Warszawie) – polski technolog rolny, specjalista w dziedzinie gorzelnictwa, encyklopedysta.

## Życiorys
Syn właściciela ziemskiego Fryderyka Chrząszcza i Antoniny z Mecnarowskich. W 1897 ukończył gimnazjum i wyjechał do Danii, gdzie zdobywał wiedzę w laboratoriach fermentacyjnych w Kopenhadze i zakładach Carlsberga. Po roku powrócił do Krakowa i został asystentem w Wyższej Szkole Przemysłowej, ale po jednym semestrze kontynuował naukę w instytucie gorzelniczym i akademii piwowarskiej w Freising w Bawarii. Poznał też metodykę przemysłowego przetwórstwa owoców i warzyw w Geisenheim. W 1901 wyjechał do Berlina, gdzie przez dwa lata studiował w Wyższej Szkole Rolniczej. W 1905 rozpoczął pracę w Akademii Rolniczej w Dublanach, gdzie przez czternaście lat zajmował stanowisko docenta technologii rolnej. W 1910 został współredaktorem czasopisma Gorzelnik i piastował tę funkcję przez osiem lat.

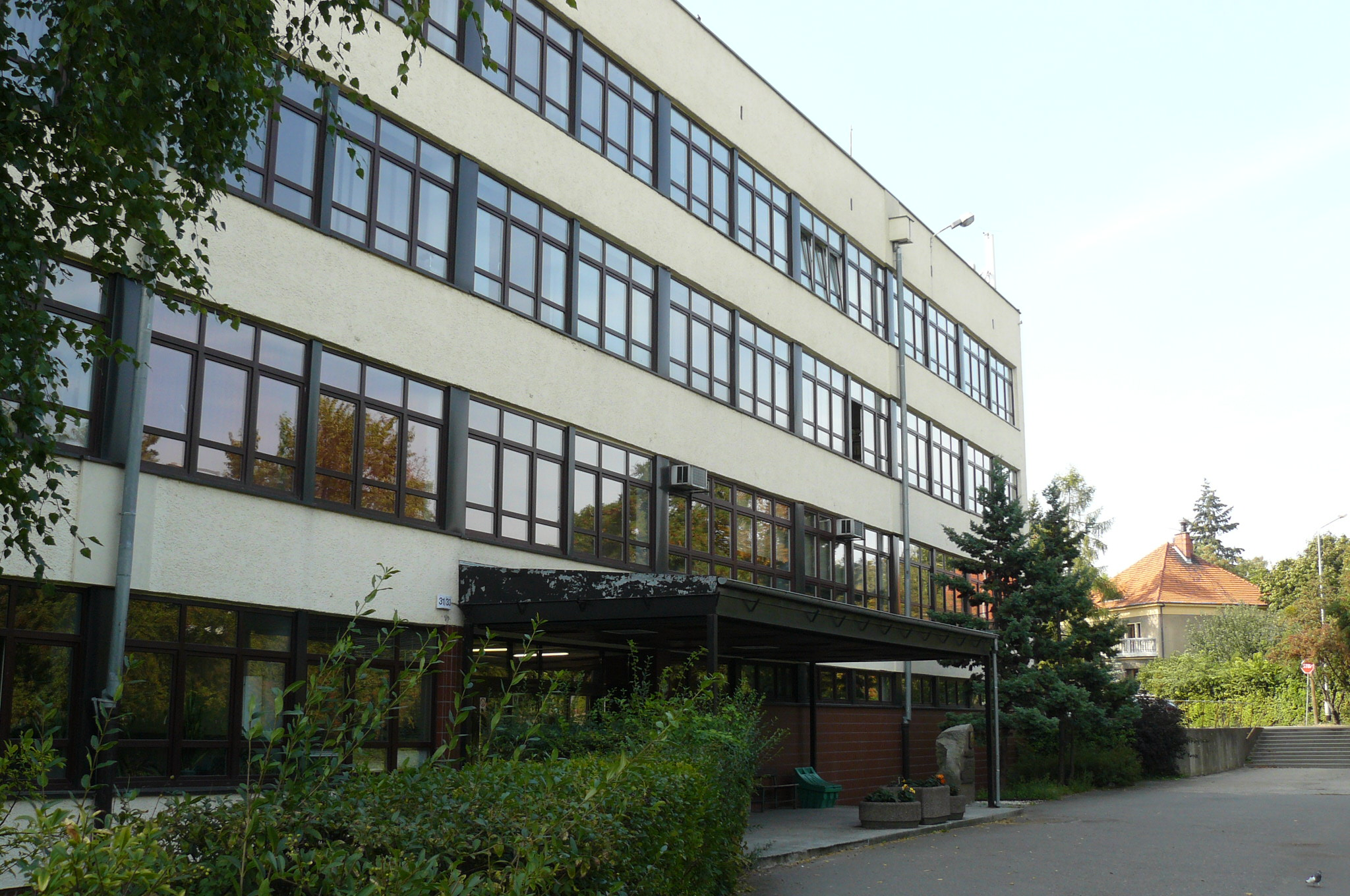
Collegium Chrząszcza Uniwersytetu Przyrodniczego przy ul. Wojska Polskiego w Poznaniu

W październiku 1919 został mianowany profesorem Uniwersytetu Poznańskiego, sześć miesięcy później zorganizował tam Katedrę i Zakład Technologii Rolnej, które osiągnęły wiodącą pozycję w dziedzinie badań enzymologii stosowanej. W roku akademickim 1926/1927 był dziekanem Wydziału Rolno-Leśnego Uniwersytetu Poznańskiego, przewodniczył Zarządowi Głównemu Naukowej Organizacji Gorzelnictwa, a także był inicjatorem powstania oddziału tej organizacji w Poznaniu. W 1932 współredagował Biochemische Zeitschrift, wykładał na kursach dokształcających techniki fermentacyjne i gorzelnictwo. Po wybuchu II wojny światowej po wysiedleniu z Poznania znalazł się z rodziną w Warszawie, gdzie kontynuował prace badawcze i uczestniczył w tajnym nauczaniu. Jesienią 1942 zorganizował Wydział Rolniczo-Leśny Uniwersytetu Ziem Zachodnich oraz został jego dziekanem. 12 listopada 1943 został aresztowany przez Gestapo, w momencie pojmania zażył truciznę. Spoczywa na cmentarzu Powązkowskim w Warszawie (kwatera 148, rząd 5, grób 8).

## Dorobek naukowy
Dorobek obejmuje 70 pozycji na które składają się opracowania, artykuły i felietony, a także broszury i kilka podręczników, z których Gorzelnictwo napisane w latach 1912–1921 po pewnych uaktualnieniach jest nadal w tej dziedzinie dziełem podstawowym.
Był również encyklopedystą, edytorem Praktycznej encyklopedii gospodarstwa wiejskiego. Napisał w ramach tego cyklu encyklopedycznego tom nr 31-32, Wina owocowe .